# Бройль/Брігельс
Бройль/Брігельс (ромш. Breil) — громада  в Швейцарії в кантоні Граубюнден, регіон Сурсельва.

## Географія
Громада розташована на відстані близько 125 км на схід від Берна, 37 км на захід від Кура.
Бройль/Брігельс має площу 96,6 км², з яких на 2,3% дозволяється будівництво (житлове та будівництво доріг), 36,6% використовуються в сільськогосподарських цілях, 24,3% зайнято лісами, 36,7% не є продуктивними (річки, льодовики або гори).

## Демографія
2019 року в громаді мешкало 1728 осіб (-8,3% порівняно з 2010 роком), іноземців було 8,2%. Густота населення становила 18 осіб/км².
За віковим діапазоном населення розподілялося таким чином: 18,1% — особи молодші 20 років, 57% — особи у віці 20—64 років, 24,9% — особи у віці 65 років та старші. Було 761 помешкань (у середньому 2,2 особи в помешканні).
Із загальної кількості 725 працюючих 151 був зайнятий в первинному секторі, 146 — в обробній промисловості, 428 — в галузі послуг.